# 九州飛行機
九州飛行機株式会社（きゅうしゅうひこうき、旧字体：九州飛行機株式會社󠄁）は、第二次世界大戦中にあった日本の航空機メーカーである。他社が設計した軍用機の生産が主であったが、エンテ型飛行機の試作戦闘機「震電」を製作した。海軍でのメーカー記号は「W」。

## 沿革
福岡市の渡邊鉄工所（現・ 渡辺鉄工株式会社）は、1830年（天保元年）創業の建設業者・渡邊藤吉本店（現・株式会社渡辺藤吉本店）の分工場として1886年（明治19年）に博多に開設された。機械工場として発足したのち、1904年（明治37年）に日本陸軍用輜重車両製造で軍需に参入し、1916年（大正5年）に渡邊藤吉本店とは別の合資会社渡邊鉄工所として法人化、以後株式会社化、日本海軍向け魚雷部品などの軍需生産拡大で業績を伸長した。
1923年（大正12年）には航空機用主脚の試作で航空分野と初めて関係を持つが、本格的に航空機製造に関与し始めたのは1930年（昭和5年）に福岡市郊外の雑餉隈（ざっしょのくま）に工場を移転して以降である。1935年（昭和10年）より飛行機の製造を開始、太平洋戦争で戦局が悪化する1943年（昭和18年）に航空機製造部門を分離して九州飛行機を設立、渡邊鉄工所は九州兵器に改名した。
雑餉隈工場は現在の南福岡駅から陸上自衛隊福岡駐屯地周辺に約12万坪の敷地を擁し、零式水上偵察機約1,200機など、16種の機体を製造した。
工場では社員以外にも勤労学徒や女子挺身隊が昼夜を徹して交代勤務で生産に従事した。
終戦直後、工場は米軍に接収され1945年（昭和20年）12月時点で約1,500名の米兵が駐屯した。
戦後の1953年（昭和28年）に工場を福岡県筑紫郡春日町（現・春日市）に移転して渡辺自動車工業と改名し、自動機車体や部品の製造を行った。また航空機技術がバス車体製造技術に応用しやすいことを活かしてバス車体メーカー・西日本車体工業の傘下に入り、親会社である西日本鉄道をはじめとする各社のバス車両の修理・更新を手がけた。1992年（平成4年）に工場を佐賀県三養基郡基山町に移転した。2001年（平成13年）に会社清算を行い解散。工場の敷地は同じ西鉄グループの西鉄車体技術本社となっている。
なお2014年（平成26年）時点で、九州飛行機の母体となった渡辺鉄工は産業機械メーカーとして存続、防衛省向けに魚雷関連機器の納入を継続してもおり、さらにその母体となった渡辺藤吉本店も建設資材販売商社として存続している。両社の場所は異なるものの、いずれも福岡市博多区に本社を置いている。

## 機体リスト
- 九〇式水上初歩練習機（K4Y）
- 九六式小型水上機（E9W）
- シャム国海軍水上偵察機
- 十一試水上中間練習機（K6W）
- 零式小型水上機（E14Y）
- 十二試水上初歩練習機（K8W）
- 二式陸上基本練習機「紅葉」（K9W）
- 二式陸上中間練習機（K10W）
- 機上作業練習機「白菊」（K11W）
- 陸上哨戒機「東海」（Q1W）
- 十八試局地戦闘機「震電」（J7W）
- 陸上哨戒機「南海」（Q3W）